# アイ・ケイ・ケイ

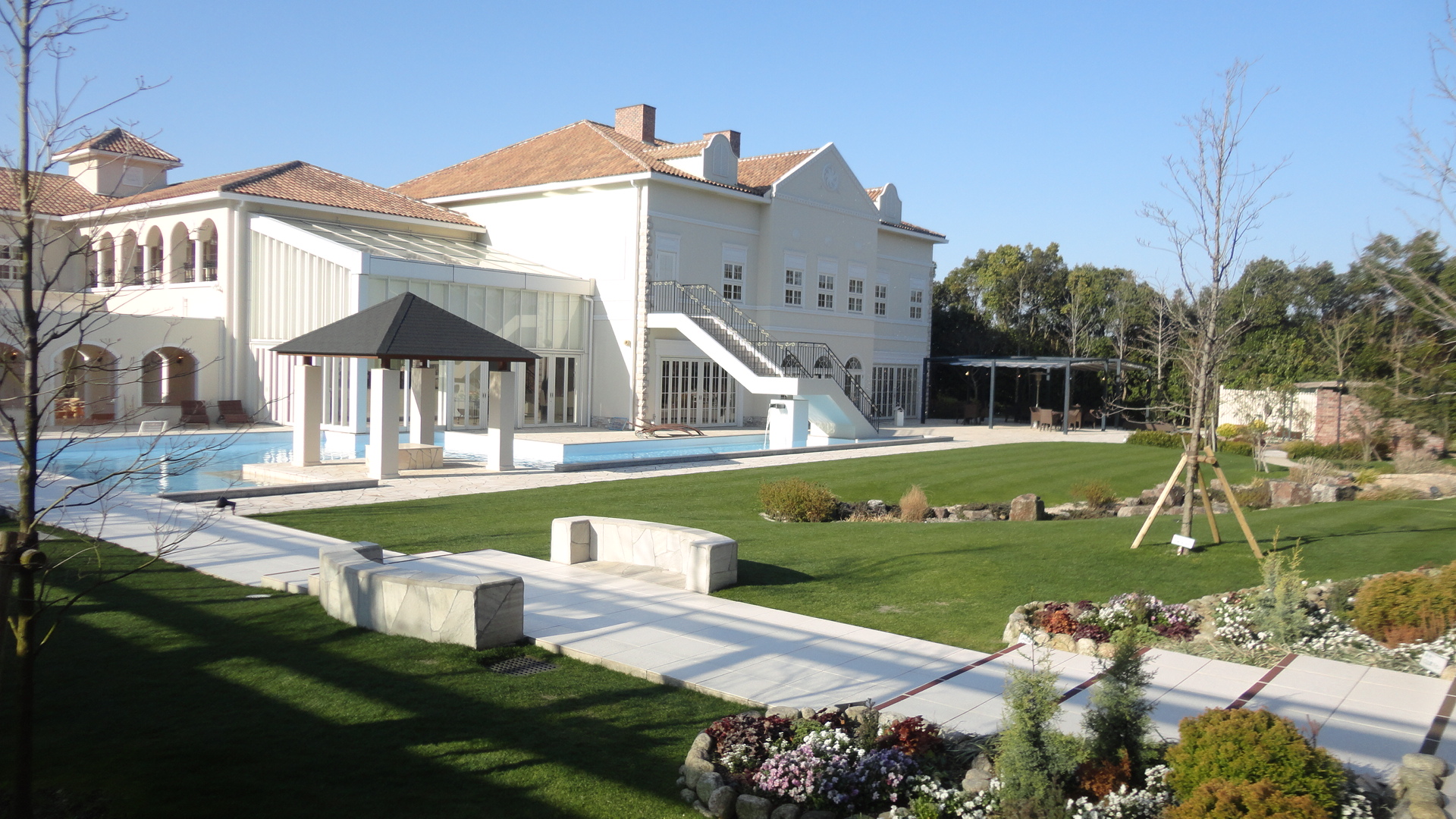
ララシャンス迎賓館（大分）

アイ・ケイ・ケイ株式会社（英: IKK Inc.）は佐賀県伊万里市に本店を置き、挙式・披露宴に関する企画・運営などのサービスを提供する企業である。持株会社のアイ・ケイ・ケイホールディングス株式会社が東京証券取引所プライム市場に上場している。

## 概要
設立は1995年（平成7年）で、創業者である金子和斗志が代表取締役社長を務める。ゲストハウス型婚礼施設「ララシャンス」を、九州、四国、東北、北陸、関西に展開。
同社が運営する施設のうち「ララシャンス博多の森」では、ホテル・ウェディング業界初となる食品安全マネジメントシステムの国際規格「ISO 22000」の認証を取得している。

## 沿革
- 1995年11月1日 - アイ・ケイ・ケイ株式会社を設立。
- 2010年7月23日 - ジャスダック上場。（2012年3月29日上場廃止）
- 2012年1月20日 - 東京証券取引所2部上場。
- 2013年1月21日 - 東京証券取引所1部指定替え。
- 2015年3月 - 佐賀県唐津市に「アイケア東唐津」（介護事業）、広島県広島市に「ララシャンスＨＩＲＯＳＨＩＭＡ迎賓館」（広島支店）をオープン
- 2021年11月1日 - 持株会社体制に移行。アイ・ケイ・ケイ分割準備会社株式会社に婚礼事業を承継し、アイ・ケイ・ケイ株式会社（初代）はアイ・ケイ・ケイホールディングス株式会社へ、アイ・ケイ・ケイ分割準備会社株式会社はアイ・ケイ・ケイ株式会社（2代）へ、それぞれ商号変更。

## 社名の由来
元々は伊万里(I)観光(K)開発(K)を意味していたが、2015年11月以降、インターナショナル(I)感謝(K)感動(K)を意味するようになった。インターナショナル(I)は国際規格「ISO 22000」取得に由来し、感謝(K)感動(K)は社長の金子が自己啓発セミナーを受講した際の感謝と感動、及び事業サービスの感謝と感動に由来している。金子は複数の自己啓発セミナー会社と接点を持ち、講演を引受けている。